# Eudule costigutta
Eudule costigutta är en fjärilsart som beskrevs av Paul Dognin 1911. Eudule costigutta ingår i släktet Eudule och familjen mätare. Inga underarter finns listade i Catalogue of Life.